# René Lamy
René Lamy (1923 - 20 april 2010) was een Belgisch bedrijfsleider. Hij was van 1981 tot 1988 de laatste gouverneur van de Generale Maatschappij van België.

## Biografie
René Lamy promoveerde tot doctor in de rechten (1946) en licentiaat in de economische wetenschappen (1947) aan de Université catholique de Louvain.
Hij was bijna zijn hele loopbaan in dienst van de Generale Maatschappij van België. In 1948 begon hij er op de studiedienst. Naarmate hij in de hiërarchie opklom, vervulde hij tal van bestuursfuncties in de bedrijven waarvan de Generale Maatschappij aandeelhouder was. In 1981 werd Lamy de eerste niet-ingenieur die gouverneur van de holding werd. In 1988 werd de Generale Maatschappij overgenomen door het Franse Suez na een mislukte poging door de Italiaanse holding Cerus rond Carlo de Benedetti. Datzelfde jaar stapte hij op. Na de overname door Suez werd de titel van gouverneur afgeschaft. Zijn opvolger Étienne Davignon werd voortaan voorzitter genoemd.
Lamy verliet na de overname de ondernemerswereld. Hij bekleedde nog enkele bestuursmandaten, waaronder bij Tractebel tot 1992. Hij bekommerde zich voortaan om de vereniging van alumni van de UCL en om de Vrienden van het Paleis voor Schone Kunsten in Brussel, waarvan hij voorzitter was. De helft van het jaar woonde hij in Frankrijk. Hij publiceerde wel nog zijn verhaal over het einde van de Generale Maatschappij.

## Publicaties
- (samen met Frederik Marain,) Het ware verhaal van een openbaar overnamebod: de strijd om de Generale Maatschappij, Tielt, 1990.
- Narration authentique d'une O.P.A., Bataille pour la Société générale, Gembloux, 1990.